# Sbory dobrovolných hasičů v Praze
Jednotky sboru dobrovolných hasičů obce, zřizované podle § 68 zákona č. 133/1985 Sb., o požární ochraně,
v Praze doplňují činnost profesionálních hasičských záchranných sborů, zejména v okrajových částech Prahy. Kompetence obce týkající se zřizování a vybavování dobrovolných hasičských jednotek svěřuje Statut hlavního města Prahy všem 57 městským částem. Své profesionální i dobrovolné hasiče zřizují v Praze též mnohé průmyslové, dopravní a jiné firmy a podniky.
V první řadě je potřeba si ujasnit několik pojmů. Jednotka sboru dobrovolných hasičů (JSDH) je, jak je výše uvedeno, zřízena podle zákona o požární ochraně a jejím zřizovatelem je obec, v případě Prahy městská část. JSDH je základní složkou integrovaného záchranného systému České republiky (IZS) podle § 4, odst. 1), z.č. 239/2000 Sb. o integrovaném záchranném systému. Oproti tomu sbor dobrovolných hasičů (SDH) je spolek, který vzniká na základě zákona č. 83/1990 Sb. o sdružování občanů. SDH mohou být jakožto pobočné spolky součástí větších organizací, tou největší je Sdružení hasičů Čech, Moravy a Slezska (SH ČMS), dalšími pak Česká hasičská jednota a Moravská hasičská jednota. Drtivá většina pražských SDH je součástí SH ČMS.
Provoz JSDH je hrazen z rozpočtu městských částí a z dotací magistrátu hl. m. Prahy, členové JSDH vykonávají činnost dobrovolně.
Pro účely tzv. plošného pokrytí se JSDH v Praze dělí do dvou kategorií – JPO III a JPO V. Jednotky kategorie JPO III jsou jednotky s takzvanou územní působností, tedy mohou být vysílány i mimo katastrální území svého zřizovatele, kategorie JPO V jsou jednotky s tzv. místní působností, tedy zasahující na území svého zřizovatele. U obou kategorií je stanovená doba na výjezd 10 minut od vyhlášení poplachu, který členům jednotek vyhlašuje krajské operační a informační středisko HZS hl. m. Prahy na mobilní telefony.
V Praze je zřízeno 36 JSDH, z toho 26 v kategorii JPO III a 10 JPO V.
JSDH kategorie JPO III: Běchovice, Březiněves, Čakovice, Ďáblice, Dolní Měcholupy, Horní Měcholupy, Chodov, Cholupice, Kbely, Klánovice, Kolovraty, Kunratice, Letňany, Lipence, Lysolaje, Nebušice, Písnice, Radotín, Řeporyje, Řepy, Satalice, Stodůlky, Suchdol, Újezd nad Lesy, Zbraslav a Zličín.
JSDH kategorie JPO V: Benice, Dubeč, Koloděje, Libuš, Lochkov, Újezd, Praha 1, Praha 8, Třebonice a Velká Chuchle.
V roce 2020 měly pražské JSDH celkem 1765 zásahů (výjezdů).

## Seznam SDH v Praze
Sbory pod SH ČMS:
- SDH Běchovice
- SDH Benice
- SDH Braník
- SDH Březiněves
- SDH Čakovice
- SDH Ďáblice
- SDH Dolní Měcholupy
- SDH Dubeč
- SDH Hloubětín
- SDH Horní Měcholupy
- SDH Chodov
- SDH Cholupice
- SDH Chvaly
- SDH Kbely
- SDH Klánovice
- SDH Koloděje
- SDH Kolovraty
- SDH Krč
- SDH Kunratice
- SDH Letňany
- SDH Libuš
- SDH Lipence
- SDH Lochkov
- SDH Lysolaje
- SDH Nebušice
- SDH Nusle I
- SDH Praha 8 - Bohnice
- SDH Písnice
- SDH Pitkovice
- SDH Prosek
- SDH Radotín
- SDH Řeporyje
- SDH Řepy
- SDH Satalice
- SDH Stodůlky
- SDH Suchdol
- SDH Třebonice
- SDH Újezd (u Průhonic)
- SDH Újezd nad Lesy
- SDH Velká Chuchle
- SDH Zbraslav
- SDH Zličín
- SDH Žižkov

Sbor mimo SH ČMS: SDH Praha 1